# ウィノナ・ラデューク

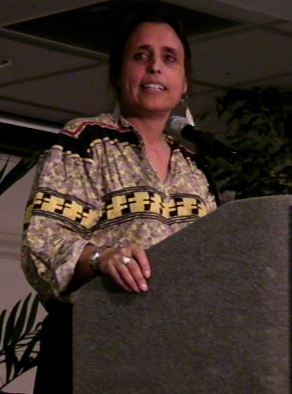
「Dream Reborn Conference 2008」で演壇に立つウィノナ・ラデューク（2008年4月6日）

ウィノナ・ラデューク（英語: Winona LaDuke、ベナイサイェクアイ、1959年 - ）は、アメリカ先住民オジブワの人権活動家、環境保護活動家、経済学者、政治家、作家。
先住民の土地の回復と保護、持続可能な開発に関する研究と活動で知られ、また1996年と2000年、アメリカ緑の党の大統領候補ラルフ・ネーダーの副大統領候補として出馬した。
またダコタ・アクセス・パイプラインの抗議で積極的な役割を果たしている先住民環境擁護団体 Honor the Earth のエグゼクティブディレクターでもある。

## 来歴
ウィノナ・ラデューク は、1959年にロサンゼルスにおいて、オジブワ族の父親ヴィンセント・ラデュークと、ロシア系ユダヤ人の母親ベティ・バーンスタインの間に生まれた。
1950年代中頃、オジブワ族権利運動家だった父親のヴィンセント（1929年－1992年）は、ミネソタ州の「白い大地インディアン保留地」の部族会議の腐敗ぶりに憤慨し、部族の窮状を合衆国政府に訴えるため、単身ヒッチハイクでワシントンD.C.に向かった。　彼の母族であるオジブワ族の「白い大地」のバンドが1867年に連邦政府とインディアン条約を結んだ際に3387㎢あった領土（保留地）は、百年足らずの間にその9割強の土地を白人に奪われ、縮小した領土での生活は貧窮し、当時、部族民の失業率は80%を超えていた。連邦の傀儡に過ぎない部族政府は、部族のためにまったく役立たなかった。ヴィンセントは早くから権利運動に目覚め、部族会議でこれを激しく非難したのは15歳の時だった。
彼はその途上で、ロシア系ユダヤ人のベティ・バーンスタインと出会った。二人は1958年に「白い大地インディアン保留地」で結婚し、ロサンゼルスへと移った。ヴィンセントはハリウッドの西部劇映画のエキストラとして働き、落馬スタントの名人として知られるようになった。一年後の1959年に一人娘「ベナイサイェクアイ」（サンダーバード）こと、ウィノナが生まれた。父親の賃金は安く、母親は美術教師となるため働きながら学校に通っていた。「当時の目標はただ生き残ることでした」とウィノナは回想している。
1964年、両親が離婚し、母親ベティは南オレゴン大学の美術講師の職を得て、オレゴン州境のアッシュランドに5歳のウィノナと共に引っ越した。ベティは再婚し、学問仲間と中流家庭を持つことが出来た。当時を知るウィノナの友人たちは、「彼女が学校よりも、裁縫や物を作るほうが好きで、物静かで好奇心旺盛な少女だった」と述懐している。しかしこの「礼儀正しく物静か」という態度は、インディアンとユダヤ人の混血である彼女に対する人種差別に対する彼女なりの処方でもあった。ウィノナは地区のジュニア及びシニアのプロムには決して招かれなかった。母親ベティは娘に行動主義を教えた。インディアン活動家としての精神を育まれたウィノナは、当時拡大していたインディアンの権利運動「レッド・パワー」に早くからその身を投じることとなった。

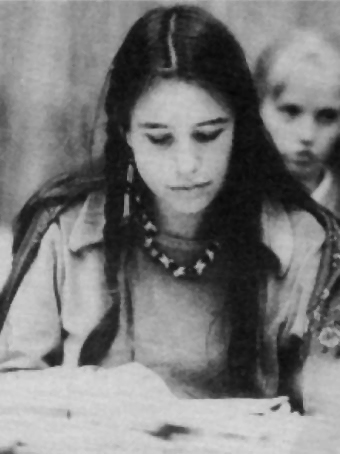
欧州講演中のウィノナ・ラデューク（1970年代）

1974年、15歳のウィノナは「アメリカインディアン運動」（AIM）の、ローレライ・デコラ・ミーンズ、マドンナ・サンダーホーク、フィリス・ヤング、ジャネット・マクラウドら女性運動家らと共に、インディアン女性の権利運動団体「すべての赤い国の女たち」（WARN）の発起人となった。
また、同年6月の「国際インディアン条約会議」（IITC）創設にも参加。「IITC」は、国際連合経済社会理事会が非政府組織（NGO）と認めた最初のインディアン団体となった。
1977年、高校生時代に弁論大会でチーム優勝したウィノナはハーバード大学にスカウトされ、同校に進んだ。ここでウィノナは、チェロキー族の活動家ジミー・ダーラムと出会い、アメリカインディアンが直面する環境問題に取り組み始めた。
同年、ジムの手引きでウィノナは「IITC」代表団の一人として、スイスのジュネーブで開催された国連会議に参加。「IITC」は、「我々の民族名はアメリカインディアンである」と全会一致で決議表明した。18歳のウィノナは各国代表の前でインディアン条約の問題点について演説し、一躍国際的な有名人となった。

### 運動家となる
1982年、「インディアンの経済発展」を専攻し、この研究で学士号を取得したウィノナはハーバードを卒業した後に、「白い大地インディアン保留地」に移った。ロサンゼルス生まれのウィノナにとって、故郷の保留地は見知らぬ土地であり、貧困から抜け出せない社会、修羅場の部族政府、そして保留地解消を目論む連邦政府とのもつれた法的紛争と、「まるでスズメバチの巣だった」という。しかしこの地でウィノナは父親ヴィンセントの取り組みを引き継ぎ、1867年の連邦条約が反故にされ、材木産業の強要によって合衆国に没収された部族の土地の返還運動に着手した。
連邦政府は全米のインディアン部族を相手に1800年代に結んだ条約で、「保留地の散逸を防ぐ」という名目で、「インディアンの土地売買を禁止する」としていた。しかし締結の10年後には早くもこれを破り、「混血のインディアンなら保留地の土地を売却できる」と変更した。「混血のインディアン｣の土地は「インディアンと他民族との複合資産」となり、売買可能となったため、「白い大地保留地」でも、貧窮した混血のオジブワ族は白人投機家に土地を売却せざるを得なくなった。土地を売ることを拒んだ部族民も「混血」として分類され、税金滞納を名目に土地を差し押さえられていった。豊富な森林資源を有するオジブワ族の土地は、こうして伐採企業の手に落ちていったのである。連邦政府がこの問題に関して腰を上げたのは、部族民がミネソタ最高裁にこの差し押さえの問題性を持ち込んだ1977年になってようやくのことだった。
1983年、アーラン・スタンジランド議員は際限ない訴訟を妥協によって回避すべく、「白い大地保留地土地和解法」（WELSA）を提案。オジブワ部族民から激しい抗議を受けた。スタンジランドはこれに対し、「インディアンどもは地獄が凍りついたとき、土地を取り返しにやって来た」という悪名高い発言を残している。
1985年、連邦政府は「WELSA」を基に、没収した領土の補償金として1700万ドルを提示。長年腐敗しきった部族会議議長を務めたダレル“チップ”ワデナは、「補償がないよりまし」としてこれに応じようとしたため、これに反対する部族民は「アニシナアベ・アケエング」（人々の土地）を結成し、「連邦は再び部族の条約を敷物の下に敷いてブラシ掛けを始めた」として抗議運動を始めた。ウィノナは「アニシナアベ・アケエング」メンバーとして部族を二分する渦中の争議に加わった。彼女個人は現実的な「第3の手法」として、土地和解協定を逆手にとって、小刻みに保留地の土地を買い戻していった。ウィノナは「混血インディアン」であるから、土地を逆に買うことが出来るわけである。
1980年代後半に入り、ウィノナはカナダ･オンタリオのムースファクトリーで、巨大水力発電プラント開発計画阻止運動に関わるようになった。彼女は同地訪問中に、阻止運動家であるクリー族のランディ・カパシェシトと出会い、結婚した。二人の間には1988年に娘のワセヤビン、1991年に息子のアジュアワクが生まれた。ダム建設阻止に成功した後、二人は友好的に離婚した。
1988年、インディアンの権利に関わる運動を評価され、「リーボック人権賞」を受賞する。

### 「白い大地の国の返還プロジェクト」の設立
1989年、リーボック財団から受けた補助金20,000ドルを資金とし、「アニシナアベ・アケエング」を発展させる形で「白い大地の国の返還プロジェクト」（WELRP）を設立。同時に「IITC」の代表団に加わり、この問題をインディアン全般のテーマとして国際世論に訴えた。
一方、「WELSA」を巡って部族が二分されるなか、選挙違反の疑惑の絶えないワデナ部族会議議長は議会の承認なしでワシントンへ飛び、独断で協定に署名。保留地は騒然となった。ウィノナは、経済発展を主張する部族会議が環境問題を考慮していないとして批判した。部族会議が伐採企業による森林伐採を承認した際には、「WELRP」ボランティアとともに、「WELRP」の土地を通る道路にピックアップ・トラックを停めてバリケードを築き、伐採作業を阻止。3週間にわたってこれを除こうとする部族会議と睨み合いを続けている。
もともとインディアンの社会は首長制ではなく、長老や酋長が合議によって方針を決める合議制民主主義社会である。合衆国が保留地のインディアンに「議会民主主義」を押し付けてきたのであって、合議を重んじる「伝統派」の部族民はそもそも部族議会選挙に関わらない。インディアン保留地は、どこでも「議会派」と「伝統派」に二分されている。ウィノナは舌鋒鋭く部族会議を批判し、論陣を張った。
「部族会議は、西洋の哲学からくる保守的構造に基づいています。それは、伝統的な運営方法ではありません。彼らの追求するのは経済発展ばかりで、長期的な視野での環境への影響を考慮していません。このインディアンの国難は、私たちの同胞の教育に尊敬や関心が持たれていないことにあります。私たちは同胞たちに、どうすれば木を切らずとも十分暮らしていけるかを、どう教えられるでしょう？」　
「部族会議が『部族の主権』を掲げるなら、なぜ部族会議は連邦政府が要求する、私たちの保留地での物品税控除や、狩猟と漁猟の管理権の放棄を認めようとするのですか？　主権が重要なら、なぜ部族選挙違反疑惑が起こるのですか？　私たちの主権がそれほど重要であるなら、なぜ白い大地の部族議長は、この保留地でインディアンの土地の権利に関わる『WELSA』に同意したのですか？」
ウィノナの批判は結局、現実に形となって現れた。1996年6月、部族議長ワデナと側近のジェリー・ロウリー、リック・クラークが、マーノメンにある部族のインディアン・カジノである「シューティングスター・カジノ」の建設入札を不正に操作したとして、連邦裁判所で有罪判決を下されたのである。
ミネソタの保留地でウィノナが始めた草の根の運動は一躍、保留地外にまで知られることとなった。この時期に行った講演で、彼女は「アメリカ緑の党」党首のラルフ・ネーダーと出会い、ウィノナによると「ネーダー党首に懇願され」、以後、同党の活動に参加するようになった。
ウィノナの組織した「WELRP」による対連邦交渉は、2004年までに1,000エーカー（4,047㎢）の領土を「白い大地インディアン保留地」に返還させる成果を上げている。また続いて、30,000エーカー（121,4㎢）が返還される見込みとなっている。ウィノナの活動拠点は保留地の南東地域にあり、42,000ドルといわれる彼女の年間収入のほとんどをつぎ込み、ボランティアスタッフによって運営されるこの「WELRP」の活動内容は、領土の返還運動の他に、スローフード運動、風力発電計画、若年層への部族語教育、伝統文化教育等々、多岐にわたっている。
1994年、「タイム」誌によって、合衆国における「40歳未満の最も有望なリーダー50人のうちの1人」に選ばれる。1997年には、「ミズ」誌から「本年度の女性」に選ばれた。
2007年、ニューヨーク州セネカフォールで「国民女性栄誉殿堂」に選ばれた。
2008年11月16日、実家が火災で全焼。5人の子供と3人の孫は無事だったが、貴重な運動記録や美術品が焼失した。ウィノナと友人たちによって、資料や作品の再編が行われている。

## 環境問題への取り組み
ウィノナはハーバード大学在学中に、インディアン保留地の環境問題の研究に関与し、ことにナバホ族の保留地でのウラン採掘問題を大きなテーマとした。同保留地ではウラン鉱山に従事するナバホ族の放射能障害による死亡が相次いでおり、ウィノナは「ウラン鉱には安全な採掘法はない」として、現在もその採掘禁止を訴えている。
ウィノナの環境問題に関する研究と抗議は、ナバホ族ウラン鉱山の他、カナダ「ハイドロケベック」のジェームズ湾サイト建設、アラスカ州での有毒廃棄物処分場サイトなど、合衆国からカナダ、北極海まで及んでいる。アラスカやカナダのエスキモーやイヌイット女性の母乳から、異常な高数値のPCBが検出されているとのウィノナの報告は、環境科学者によっても確認されている。1988年にカナダ・ラヴァル大学のエリック・デウェリー教授らがハドソン湾縁で行った調査では、同地の女性の母乳に、カナダ政府の安全基準の6倍強のPCBが検出された。
「グリーンピース」メンバーでもあるウィノナは、1993年にはインディアンの経済発展と環境保護の両立を図る目的で、「栄誉の大地」（en:Honor the Earth）を設立した。また1977年に設立された国際的インディアン組織「七世代基金」（The Seventh Generation Fund）にも参加している。各州のインディアン保留地に集中する石炭火力発電プラント計画に対しては、太陽光発電、風力発電の積極導入を部族会議に働きかけている。

## 政治活動
ウィノナは1996年にラルフ・ネーダーと出会い、「アメリカ緑の党」に参加。政治活動でも知られるようになった。しかし当初ウィノナはラルフの同党への誘いを断っており、その後も自身を政治家と考えることはなかったとしている。
この年の総選挙を前にしたインタビューで彼女は、合衆国政府についての感想として「ほとんどが違法である」と答え、政治目標として「海外に配置された全米軍の撤退、軍事予算の大幅削減、すべての会社合併の一時停止、麻薬戦争の終結、全国民の健康管理、インディアン保留地内の国立公園のアメリカインディアンへの返還、アメリカ社会の大規模な富の再分配」を掲げている。また彼女は「空気、水、太陽の光は、生命、自由、そして幸せの追求にとって必須である」とし、環境汚染からの自由を維持するための共通財産として、「空気と水を守るための憲法改正」の支持を表明している。
この1996年と2000年に、副大統領選挙に立候補した。1996年11月5日の総選挙では、ラルフとウィノナは一般投票の0.6%を獲得した。この選挙で、環境保護団体「シエラクラブ」はビル・クリントンとアル・ゴアを支持し、「緑の党」を軽んじた。デビッド・ブロワーら多数の反主流派は、「シエラクラブはラルフとウィノナを支持しているはずだ」と表明したが、ウィノナは「絶滅の危機に瀕する種の保存に関する法律」を弱体化したクリントンを「環境問題の日和見主義者」としていて、この際のシエラクラブの姿勢を批判している。
とはいえウィノナは、この選挙運動が、アメリカインディアンの問題を国民的運動にもたらしたと述べている。彼女自身は政治活動よりも保留地での農業と、子供や孫の世話が本分であるとし、次のように述べている。
「私にはそれほど政治的な傾向はありません。しかし、副大統領候補への出馬のように、状況がしばしば私を一介の民間人から進ませて、『有名な市民』になることを強制するのです。」
ウィノナの環境保護運動は、「緑の党」との関係などからしばしば白人自由主義者との連立が強調され、彼女自身その運動主体が「おおむね、中流クラスの白人の領域にある」という見方をしばしば表明している。しかし、こと白人の環境保護運動がアメリカインディアンの条約権と抵触した場合は、ウィノナは常にインディアン側に味方する立場をとっている。ウィノナは「緑の党は多様な問題を受け入れるだけの大きさを持っています」と述べ、サパティスタ民族解放軍について訊かれた際も、「私たちは自身を政治的正しさの孤島にするべきではない」としている。合衆国北西部での、マカー族による伝統捕鯨に対しては、白人団体による一連の反捕鯨抗議に加わっていない。

## スローフード運動
ウィノナの設立した「白い大地の国の返還プロジェクト」（WELRP）は現在、170万ドルの年間予算を計上している。ウィノナら5人のメンバーは、この予算によって非インディアンの農家や牧場主から土地を買い戻し、保留地に再生可能エネルギーとしての風力発電と太陽光発電を導入している。また伝統的な食生活の復活を部族の復興と位置づけ、マコモの収穫の他、「部族相互野牛協同組合」（ITBC）と提携し、「バッファロー牧場」によってバッファローの繁殖を図っている。現在、糖尿病を患う高齢のオジブワ部族民にマコモやバッファロー肉、メープルシロップなどの伝統食材を供給し、これと併せて、「Native Harvest」ブランドとしてこれらオジブワ族の伝統的な食材の対外販売も行っている。
ウィノナは部族の経済発展と自決の方法としてこの農業プロジェクトを進めており、保留地を空洞化させる職業訓練本位の連邦政府の保留地政策を批判している。部族の自給による伝統食材のインターネット販売によって、「Native Harvest」ブランドのマコモの売り上げは2007年までに50万ドルに達している。

## 著書
- 『All Our Relations: Native Struggles for Land and Life』（South End Press、1999年）

インディアン保留地での、大量消費文化のツケとしての環境汚染、これに対するインディアンたちの取り組みについて詳述。
- 『Last Standing Woman』（Raincoast Book Dist Ltd、2000年）

オジブワ族女性を通して、インディアンの伝統文化と歴史を描いた小説。
- 『The Winona LaDuke Reader: A Collection of Essential Writings 』（Voyageur Press、2002年）

環境問題や伝統文化、政治など、様々なテーマについてウィノナが発表したエッセイや小説を編纂。
- 『Recovering the Sacred: The Power of Naming and Claiming』（South End Press、2005年）

この本の中でウィノナは、「インディアンからの窃盗」例として、インディアンのステレオタイプ問題のほか、糖尿病検査目的でインディアンから採血が行われ、「インディアンがアジアからベーリング海峡を渡ってアメリカ大陸に渡来した」とする説の証明のためにこの血が転売されていた「吸血鬼事件」について報告している。
ウィノナは数々の著作で、「IITC」や、「緑の党」における自らの運動とラルフ・ネーダーとの関わり、また環境問題と密接に関係したインディアンの伝統文化、思想を紹介するとともに、アメリカ的消費文化からインディアンが受ける様々な弊害と圧迫、連邦政府の怠慢について解説している。　ことにインディアン保留地を「ゴミ捨て場」とする、核物質を始めとする産業廃棄といった環境面の問題、また伝統文化をステレオタイプに換骨奪胎する白人たちの「インディアンからの窃盗」という文化面の、二つの問題を激しく批判している。